# Servaea
Servaea is een geslacht van spinnen uit de familie springspinnen (Salticidae).

## Soorten
De volgende soorten zijn bij het geslacht ingedeeld:
- Servaea incana (Karsch, 1878)
- Servaea murina Simon, 1902
- Servaea obscura Rainbow, 1915
- Servaea spinibarbis Simon, 1909
- Servaea vestita (L. Koch, 1879)
- Servaea villosa (Keyserling, 1881)